# Kweneng West
Kweneng West est un sous-district du Botswana.

## Villes
- Botlhapatlou
- Diphuduhudu
- Ditshegwane
- Dutlwe
- Kaudwane
- Khudumelapye
- Kotolaname
- Letlhakeng
- Maboane
- Malwelwe
- Mantshwabisi
- Maratshwane
- Metsibotlhoko
- Monwane
- Moshaweng
- Motokwe
- Ngware
- Salajwe
- Serinane
- Sesung
- Sorilatholo
- Takatokwane
- Tsetseng
- Tswaane